# Boston Streets
Pour plus de détails, voir Fiche technique et Distribution.
Boston Streets, ou Dissensions au Québec (What Doesn't Kill You), est un drame policier américain sorti en 2008, réalisé et coécrit par Brian Goodman (en) et mettant en vedette Ethan Hawke et Mark Ruffalo. Il a été présenté en avant-première au Festival international du film de Toronto de 2008.

## Synopsis
Paulie et Brian vivent de petits larcins dans les rues du sud de Boston. Ils rejoignent un groupe de criminels locaux et commettent des crimes d'importance croissante. Brian, qui concilie difficilement son « travail » et sa vie familiale avec sa femme et ses deux fils, devra bientôt faire un choix. Devenant dépendant de la drogue, Brian se fera arrêter, avec Paulie, et ils passeront 7 ans en prison. À leur sortie, ils reprennent leurs activités. Cependant, Brian refusera de participer avec son ami à l'attaque d'un camion blindé. Le braquage tournera mal et Paulie sera condamné à 50 ans de prison.

## Fiche technique
- Titre français : Boston Streets
- Titre québécois : Dissensions
- Titre original : What Doesn't Kill You
- Réalisation : Brian Goodman (en)
- Scénario : Brian Goodman, Paul T. Murray et Donnie Wahlberg
- Production : Marc Frydman, Rod Lurie et Bob Yari
  - Producteurs délégués : William J. Immerman et Peter R. McIntosh
- Musique : Alex Wurman
- Photographie : Chris Norr
- Décors : Henry Dunn
- Costumes : Roemehl Hawkins
- Montage : Robert Hoffman
- Société de distribution :  Yari Film Group Releasing
- Langue : anglais
- Durée : 100 minutes
- Dates de sortie :
  - Canada : Festival international du film de Toronto : 10 septembre 2008
  - États-Unis : 12 décembre 2008 (sortie limitée)
  - France : 20 avril 2011 (DVD / Blu-ray)

 Sauf indication contraire, les informations mentionnées dans cette section peuvent être confirmées par les bases de données cinématographiques IMDb et Allociné,  présentes dans la section « Liens externes ».

## Distribution
| |  |  |
| Les acteurs principaux Ethan Hawke et Amanda Peet à la première du film au Festival international du film de Toronto 2008. |  |  |

- Mark Ruffalo (VQ : Louis-Philippe Dandenault) : Brian Reilly
- Ethan Hawke (VF : Jean-Pierre Michael ; VQ : François Godin) : Paulie McDougan
- Amanda Peet (VF : Laura Blanc ; VQ : Geneviève Désilets) : Stacy Reilly
- Will Lyman (VQ : Guy Nadon) : Sully
- Brian Goodman (en) (VQ : Philippe Martin) : Pat Kelly
- Donnie Wahlberg (VQ : Gilbert Lachance) : Détective Moran
- Angela Featherstone (VQ : Anne Bédard) : Katie
- Brian Connolly (VQ : Alexandre Bacon) : Sean

 Source et légende : version française (VF) sur RS Doublage
 Source et légende : version québécoise (VQ) sur Doublage.qc.ca

## Autour du film
Le film est inspiré de l'histoire du réalisateur Brian Goodman.